# Hemidactylus aquilonius
Espèce
Hemidactylus aquilonius est une espèce de geckos de la famille des Gekkonidae.

## Répartition
Cette espèce se rencontre en Andhra Pradesh, en Uttarakhand, au Bihar, au Bengale-Occidental, au Sikkim, au Meghalaya, au Manipur et en Assam en Inde, en Birmanie et au Yunnan en Chine.

## Publication originale
- McMahan & Zug, 2007 : Burmese Hemidactylus (Reptilia, Squamata, Gekkonidae): geographic variation in the morphology of Hemidactylus bowringii in Myanmar and Yunnan, China. Proceedings of the California Academy of Sciences, vol. 58, no 24, p. 485-509 (texte intégral).